# 411

411(사백십일)은 410보다 크고 412보다 작은 자연수다.

## 수학
- 합성수로, 그 약수는 1, 3, 137, 411이다. 진약수의 합은 141이므로, 411은 부족수다.
  - 129번째 반소수다. 앞의 반소수는 407, 다음 반소수는 413이다.
- {\displaystyle 37^{4}-1}은 411로 나누어떨어진다.

## 과학·기술
- NGC 411(영어판): 큰부리새자리 방향에 있는 구상 성단.
- HTTP 411 (Length Required→길이 필요): 유효한 길이를 지정하지 않고 서버에 자료를 요청했을 때, 웹 서버가 보내는 HTTP 상태 코드.

## 교통

### 철도
- 수도권 전철 4호선 노원역의 역번호.
- 부산 도시철도 4호선 영산대역의 역번호.

### 도로
- 고속도로 및 국도
  - 유럽 고속도로 411호선(영어판): 벨기에 브뤼셀에서 프랑스 메스까지 이어지는 유럽 고속도로.
  - 오토루트 411호선(프랑스어판): 프랑스의 고속도로.
  - 일본 411번 국도(일본어판): 도쿄도 하치오지시에서 야마나시현 고후시까지 이어지는 일본의 국도.
- 기타 도로
  - 411번 지방도: 강원특별자치도 원주시 신림면 황둔리에서 횡성군 둔내면 현천리까지 이어지는 대한민국의 지방도.
  - 현도 제411호선

## 군사
- U-411(영어판): 제2차 세계 대전에 사용된 나치 독일의 군용 잠수함.

## 문화유산
- 대한민국의 보물 제411호: 경주 양동 무첨당
- 대한민국의 사적 제411호: 대구 진천동 입석

## 기타
- 날짜: 4월 11일
- 연도: 411년, 기원전 411년